# Униполярная индукция
Униполя́рная инду́кция (от уни… и полюс) — возникновение ЭДС в намагниченном теле, движущемся непараллельно оси намагничивания. При этом ЭДС направлена перпендикулярно плоскости, в которой расположены векторы магнитной индукции В и скорости u магнита.

## Объяснение эффекта
Если намагниченное тело — проводник, то униполярная индукция может быть объяснена в рамках классической электродинамики: под действием силы Лоренца свободные электроны перемещаются внутри тела перпендикулярно направлениям u и B до тех пор, пока в теле не возникнет электрическое поле, препятствующее этому перемещению.
Последовательное объяснение явления униполярной индукции даётся теорией относительности. В системе отсчёта, связанной с магнитом (собственной системе отсчёта), электрическое поле Е отсутствует. Если в лабораторной системе отсчёта магнит движется поступательно, равномерно и прямолинейно со скоростью u, то, согласно релятивистским формулам преобразования напряжённостей полей, в этой системе электрическое поле E с точностью до множителя {\displaystyle \left(1-u^{2}/c^{2}\right)^{-1/2},} при малых u практически не отличающегося от единицы, будет равно: {\displaystyle \mathbf {E} =-}{\displaystyle \left[{\frac {\mathbf {u} }{c}}\times \mathbf {B} \right]}, где c — скорость света; эта формула применима к областям как внутри, так и вне намагниченного тела, независимо от того, является ли оно проводящим или непроводящим. Таким образом, униполярная индукция — релятивистский эффект, в котором ясно проявляется относительный характер деления электромагнитного поля на электрическое и магнитное.
Наличие электрического поля приводит к появлению постоянной разности потенциалов, что используется для генерирования постоянного тока в униполярных машинах. Термин «униполярная индукция» неудачен, он возник вследствие того, что в униполярной машине контур, в котором наводится ЭДС, расположен со стороны одного полюса магнита.

### Комментарии
1. ↑  Формула записана в симметричной системе СГС, где размерности электрического и магнитного полей равны и, в отличие от СИ, отсутствуют нефизические размерные коэффициенты.